# 야다 아사히
야다 아사히(일본어: 矢田 旭, 1991년 4월 2일 ~ )는 일본의 축구 선수이다.

## 구단 경력
그는 2014년부터 J리그의 나고야 그램퍼스, 제프 유나이티드 지바, 에히메 FC에서 뛰었다.